# 'Twas Ever Thus
'Twas Ever Thus er en amerikansk stumfilm fra 1915 af Elsie Janis.

## Medvirkende
- Elsie Janis som Lithesome / Prudence Alden / Marian Gordon.
- Hobart Bosworth som Hard Muscle / oberst Warren / John Rogers.
- Owen Moore som Long Biceps / Frank Warren / Jack Rogers.
- Myrtle Stedman som Joysome / Betty Judkns.
- Harry Ham som Joe Alden.